# Кочковатое (Омская область)
Кочковатое — деревня в Оконешниковском районе Омской области России. Входит в состав Сергеевского сельского поселения.

## История
Основана в 1866 году. В 1928 г. село Кочковатое состояло из 268 хозяйств, основное население — русские. Центр Кочковатовского сельсовета Калачинского района Омского округа Сибирского края.

## Население
| 2002 | 2010 |
| ---- | ---- |
| 239  | ↘163 |